# St. Pankratius (Dossenheim)

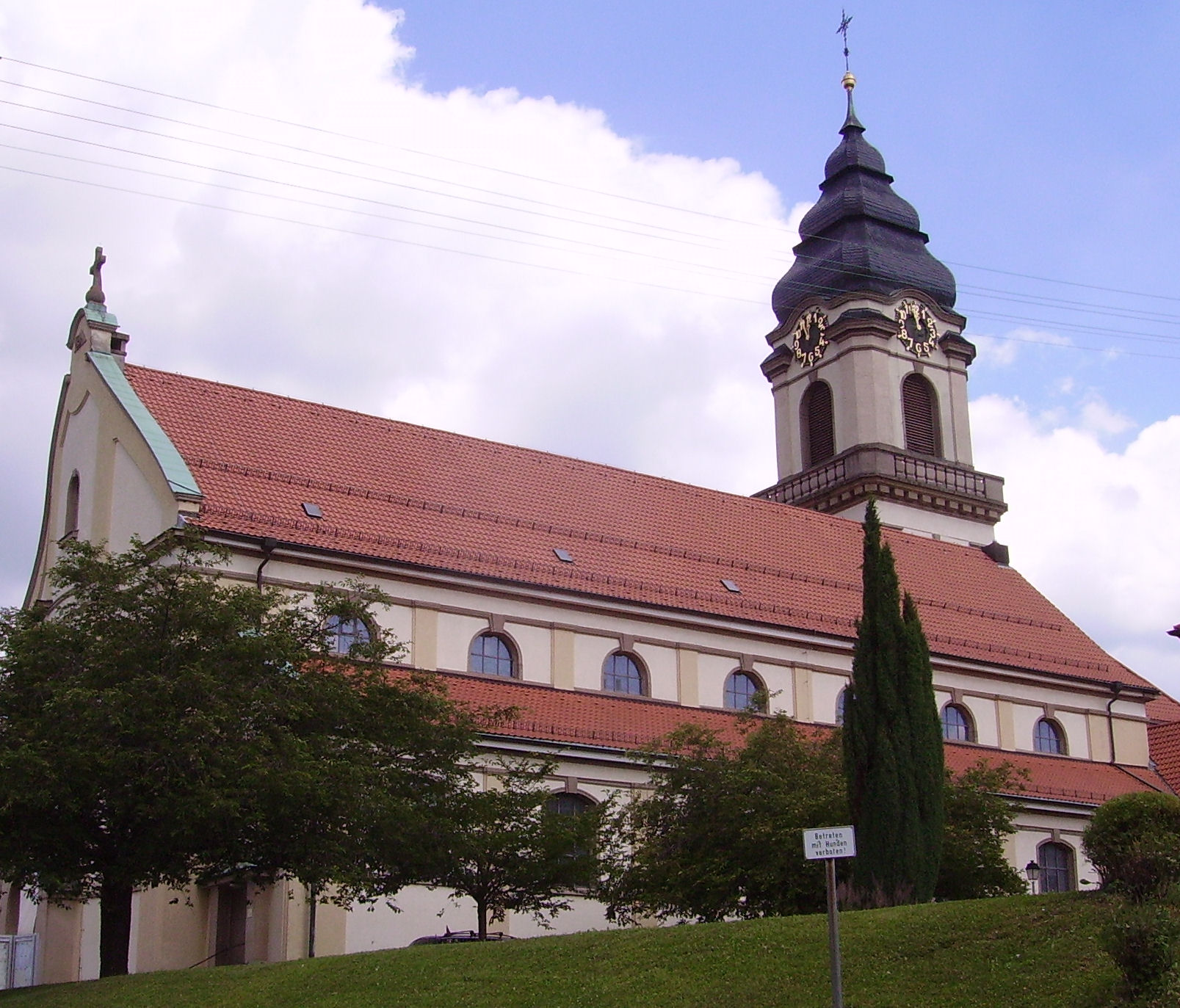
Kirche St. Pankratius in Dossenheim

Die katholische Kirche St. Pankratius in Dossenheim, einer Gemeinde im Rhein-Neckar-Kreis im Nordwesten Baden-Württembergs, wurde zwischen 1923 und 1926 nach den Plänen von Hans Strobl im Neobarockstil erbaut.

## Geschichte

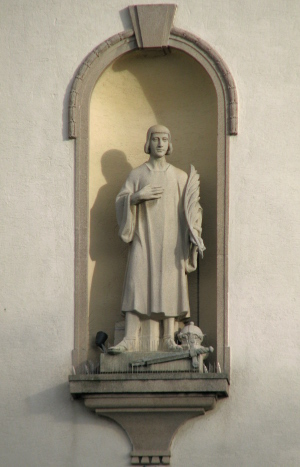
Patron St. Pankratius

Eine Kirche in Dossenheim wurde im Jahr 794 erstmals im Lorscher Codex erwähnt. 1556 führte Kurfürst Ottheinrich die Reformation in der Kurpfalz ein. Nach dem Prinzip „cuius regio, eius religio“ wurde auch Dossenheim mit der St. Pankratius geweihten Kirche zunächst lutherisch und dann reformiert. Allerdings gab es lange Zeit Streit zwischen Kurmainz und der Kurpfalz über die Hoheit über Dossenheim. 1650 wurde der Streit im Bergsträßer Rezess beigelegt, danach verblieb der Ort bei der Kurpfalz doch durften die Katholiken nun die Kirche mitbenutzen. Sie feierten ihre Gottesdienste im Chor, die Reformierten im Langhaus.
Wegen der gewachsenen Zahl der Katholiken war die Dossenheimer Kirche zu klein geworden und die Gemeinde bat 1836 beim Oberamt Heidelberg um Abhilfe. Es sollte aber noch bis 1894 dauern, bis sich ein Kirchenneubauverein gründete. Nach längeren Verhandlungen war die evangelische Gemeinde bereit, das Simultaneum zu beenden und die Katholiken mit 35.000 Mark auszuzahlen. 1913 wurde ein Grundstück erworben, doch zum Baubeginn kam es wegen des Ersten Weltkriegs nicht mehr. 1923 wurde schließlich mit dem Bau begonnen, der von Hans Strobl, Vorstand des erzbischöflichen Bauamts Heidelberg, geleitet wurde. Nach drei Jahren konnte die neue St.-Pankratius-Kirche am 27. Juni 1926 benediziert werden, 1930 wurde sie konsekriert. Die Vollendung der Ausstattung dauerte bis 1946. 1999 wurde die Kirche restauriert. Die Pfarrei St. Pankratius gehört seit 2003 mit Mariä Himmelfahrt in Schriesheim und St. Michael in Altenbach zur Seelsorgeeinheit Schriesheim-Dossenheim im Dekanat Heidelberg-Weinheim im Erzbistum Freiburg.

## Beschreibung

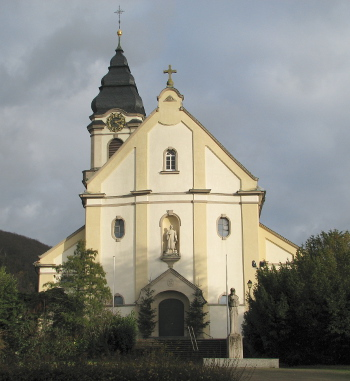
Frontansicht

Die St.-Pankratius-Kirche ist eine dreischiffige Basilika. Der neobarocke Bau ist mit Lisenen gegliedert. An das Langhaus schließt sich im Osten der eingezogene Chor an. Der Turm ist an der linken Chorflanke platziert und besitzt eine zweifache welsche Haube. Über dem Hauptportal steht in einer Figurennische eine 1941 geschaffene Statue des Patrons St. Pankratius.
Die Altäre und die Kanzel stammen von dem Bildhauer Fridolin Rupp aus Schwetzingen. Die Seitenaltäre von 1926 sind Josef und Maria gewidmet. Der prachtvolle Hochaltar wurde 1944/46 aufgestellt. Im Zentrum ist die Kreuzigung Jesu dargestellt, im Giebel ist Pankratius zu sehen. An den Seiten des Hochaltars befinden sich Statuen der Apostel Petrus und Paulus. Die Kanzel wurde 1929 aufgestellt. Vollendet wurde die Ausstattung mit den drei Deckengemälden von Stefan Gerstner aus Mörsch. Sie zeigen Taufe, Martyrium und Verherrlichung des Patrons Pankratius. Die Orgel wurde 1965 von Michael Weise erbaut. Das Instrument hat 35 Register auf drei Manualen und Pedal.